# Tea-Party-Bewegung

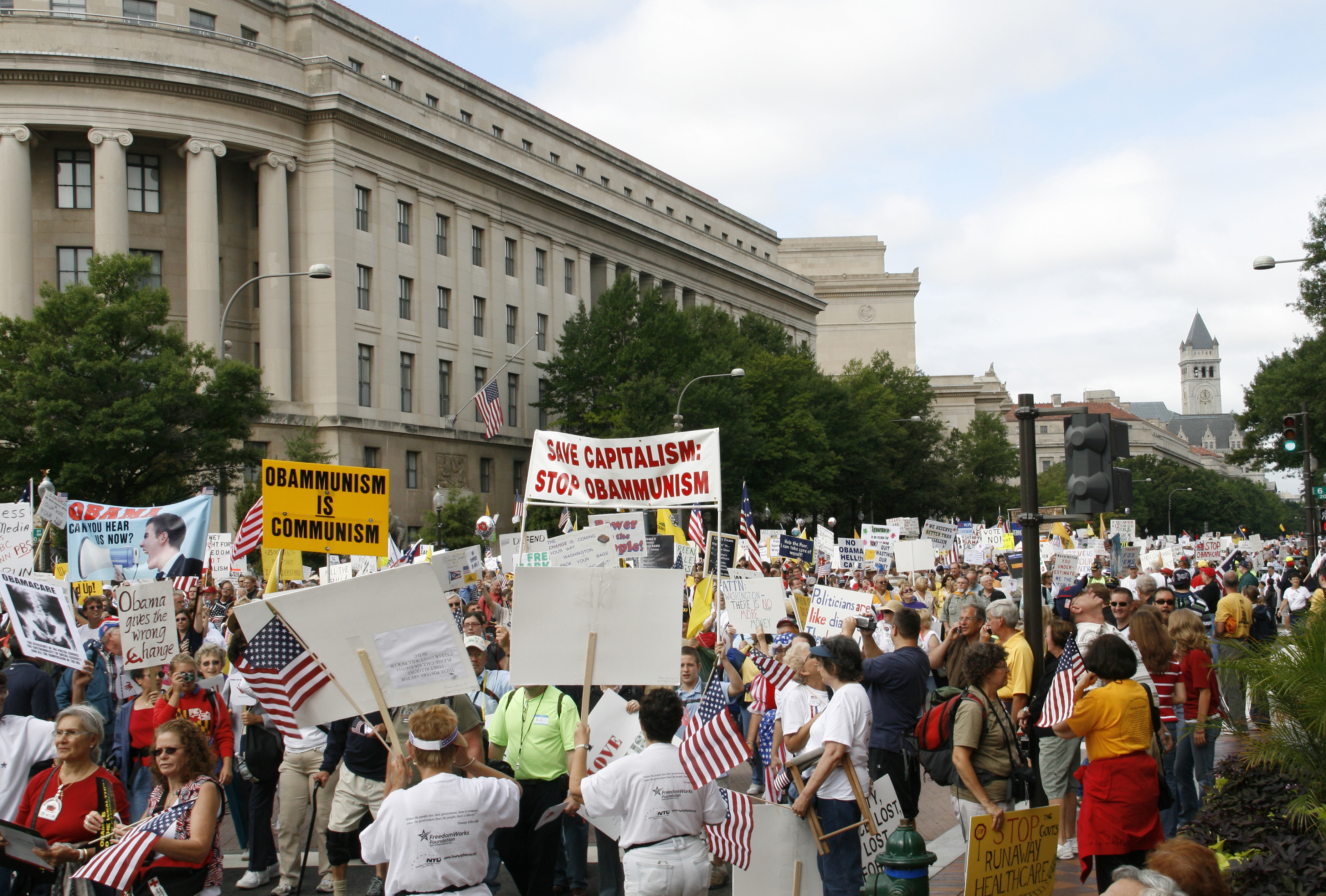
Taxpayer March on Washington auf der Pennsylvania Avenue in Washington, D.C., 12. September 2009.

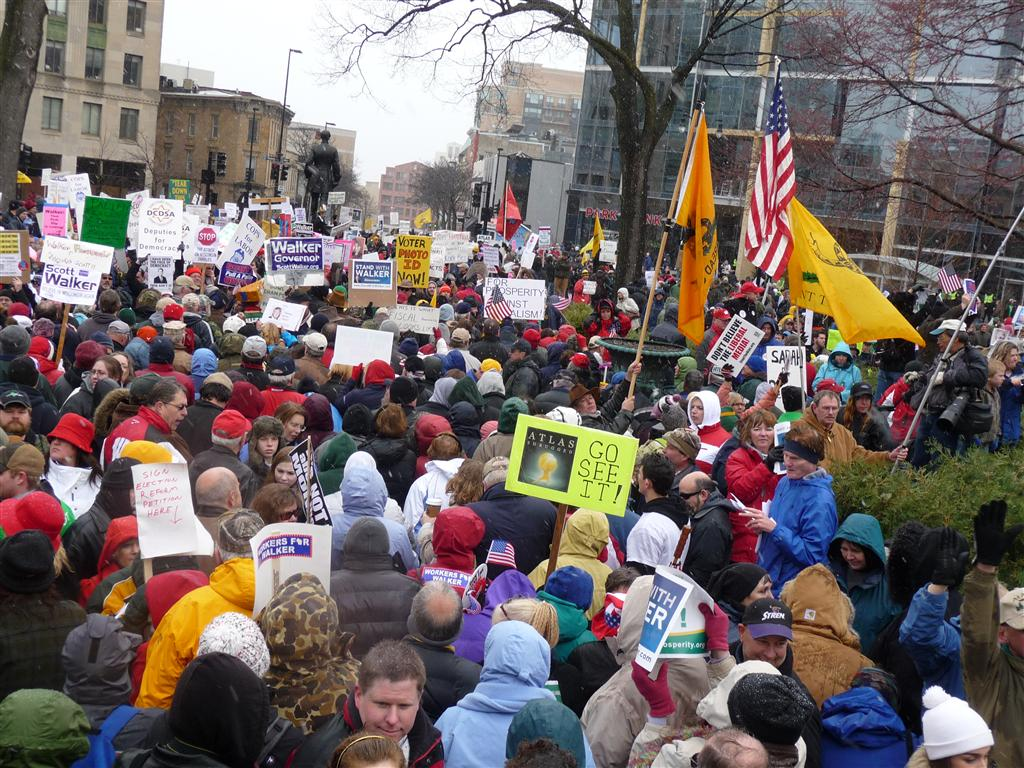
Demonstration in Wisconsin 2011

Die Tea-Party-Bewegung ist eine US-amerikanische, anfangs libertäre, später zunehmend rechtspopulistische Protestbewegung, die 2009 entstand und sich zunächst gegen die als kommunistisch betrachtete Wirtschaftspolitik Barack Obamas richtete. Der Name der Bewegung bezieht sich auf die Boston Tea Party von 1773. Politisch steht sie für einen Limited-Government-Konservatismus, also eine Verringerung der Macht der Bundesregierung, und definierte ihr Leitbild im April 2009 im Contract from America. Die Tea-Party-Bewegung wird von der religiösen Rechten und den Neokonservativen unterstützt, ohne sich deren gesellschaftspolitische Aussagen grundsätzlich zu eigen zu machen.

## Geschichte
Als Anstoß für die Entstehung der Tea-Party-Bewegung gilt ein sehr emotionaler Kommentar des Reporters Rick Santelli („Santelli's rant“) am 19. Februar 2009 im US-Fernsehsender CNBC, in dem er als Reaktion auf eine Ankündigung des neuen US-Präsidenten Barack Obama, ein Notprogramm für überschuldete Hausbesitzer aufzulegen, scheinbar spontan zu einer „Chicago Tea Party“ aufrief: Die durch die Weltfinanzkrise in Schwierigkeiten geratenen Hausbesitzer seien an ihrer Situation selbst schuld, und es sei falsch, sie zu unterstützen. Verschuldung sei Privatsache, die die Gesellschaft nichts angehe.
Die Idee, unter Bezug auf die Boston Tea Party gegen die Regierung mobil zu machen, war auf rechtskonservativer Seite nicht neu. Seit den frühen 1990er Jahren hatte es wiederholt Versuche gegeben, initiiert von Großkonzernen wie Koch Industries oder Tabakkonzernen, unter diesem Motto scheinbare Graswurzelbewegungen gegen Steuern oder staatliche Regulierungsmaßnahmen ins Leben zu rufen, die aber auf sehr wenig Resonanz stießen. Neu war 2009, dass Menschen auf die Straßen gingen, was auch mit einem grundsätzlichen Misstrauen vieler Konservativer gegenüber dem erst seit Januar 2009 amtierenden Präsidenten Obama zusammenhing. Charles und David Koch, die Inhaber von Koch Industries, unterstützt von einigen weiteren Milliardären, begannen umgehend, die Bewegung systematisch zu fördern und für ihre Ziele einzuspannen.
Was wie eine spontane Graswurzelbewegung erschien, war daher sorgfältig vorbereitet (Astroturfing). Kurz nach Santellis Aufruf wurden Websites zum Thema eingerichtet und etwa 10.000 Personen kontaktiert, deren Daten zwei Aktivisten, Eric Odom und Rob Bluey, gesammelt hatten, als sie im Jahr zuvor mit Erfolg einen Flashmob radikaler Rechter im Repräsentantenhaus organisiert hatten. Daran beteiligt war auch die Organisation FreedomWorks des republikanischen Politikers Dick Armey und Americans for Prosperity, eine Organisation der Kochs. Erste bundesweite Proteste wurden für den 27. Februar 2009 geplant. Diese fanden an über einem Dutzend Orten statt, und nach Angaben der Veranstalter waren 30.000 Menschen beteiligt. Am zweiten Tag des Protests, dem 15. April, waren es bereits 300.000. Die libertären Organisationen Heritage Foundation, Cato Institute und Americans for Prosperity stellten Redner zur Verfügung, verfassten Presseerklärungen und beteiligten sich an der Organisation.
FreedomWorks traf eine Vereinbarung mit dem populären TV-Moderator Glenn Beck, die sehr zur Verbreitung der libertären Ideen beitrug. Beck erhielt insgesamt über eine Million Dollar dafür, dass er von FreedomWorks verfasste Texte in seine Kommentare einflocht. Mit seiner Sendung bei Fox News erreichte er täglich etwa zwei Millionen Zuschauer. Seit der von FreedomWorks organisierten Demonstration in Washington am 12. September 2009 kann die Tea-Party-Bewegung als überörtliche Bewegung angesehen werden. Dennoch blieb sie bis zur Unterzeichnung von Obamacare am 30. März 2010 eine Randerscheinung.
Zugleich animierten Americans for Prosperity und FreedomWorks die Tea-Party-Bewegung dazu, ihr Interesse auf die Abstreitung der Globalen Erwärmung zu lenken.
Erst ab 2010 wurde die Tea-Party-Bewegung amerikaweit zu einer schlagkräftigen Organisation, die seither überall in den USA präsent ist. Sie positionierte sich als Gegenbewegung zu Präsident Barack Obama mit dem Slogan „I want my country back“ („Ich will mein Land zurück“). Die Gesundheitsreform Obamas wurde als „sozialistische Übernahme“ verunglimpft. Auch kritisierte die Tea-Party-Bewegung nun immer offener den angeblich wachsenden Einfluss von Afroamerikanern, Hispanics und Homosexuellen auf die US-Politik. Damit wurde eine wachsende Verquickung mit rechtspopulistischen und rechtsextremistischen Kreisen offensichtlich.
Im Jahr 2016 veröffentlichte Politico einen Artikel, in dem ausgeführt wurde, dass die Tea-Party-Bewegung eigentlich vollständig tot sei. Dies sei insbesondere darauf zurückzuführen, dass Political Action Committees mit dauernden Spendenaufrufen die Bewegung ausgesaugt hätten. Viele der Vorstellungen der Tea-Party-Bewegung waren mittlerweile von den Mainstream-Republikanern übernommen worden. Die Reste der Tea Party würden im Präsidentschaftswahlkampf Donald Trump oder Ted Cruz unterstützen.

## Struktur

### Zusammensetzung
Bei einer landesweiten Umfrage im April 2010 von New York Times und CBS News gaben 18 Prozent der Befragten an, Unterstützer der Tea-Party-Bewegung zu sein. Hinsichtlich Wohlstand und Bildungsniveau gaben sie an, über dem US-Durchschnitt zu liegen. Sie haben laut der Umfrage nicht mehr Angst vor dem sozialen Abstieg als der Durchschnitt, sind konservativer eingestellt als die Republikaner in ihrem Gesamtdurchschnitt und beschreiben sich selbst als „sehr konservativ“, Präsident Barack Obama hingegen als „sehr links“ („very liberal“, „liberal“ wird im US-Englischen nicht wie im Deutschen verstanden). Den ehemaligen Präsidenten George W. Bush beurteilen sie mehrheitlich positiv und Obamas Politik deutlich negativ. Während Republikaner im Allgemeinen sagen, sie seien mit der Politik in Washington unzufrieden, so erklären die Anhänger der Bewegung, sie seien wütend auf Washington. Gemäß einer Umfrage sind sie mehrheitlich der Ansicht, dass Obamas Politik unverhältnismäßig auf die Unterstützung der Armen ausgerichtet sei, und 25 Prozent (mehr als im Bevölkerungsdurchschnitt) geben an, die Politik würde Schwarze gegenüber Weißen bevorzugen. Die Anhänger der Bewegung sind zu etwa 90 % Weiße. (Zum Vergleich: Die Weißen stellen etwa 60 % der Bevölkerung.) Sie sind zu etwa drei Viertel über 45 und zu 29 % über 64 Jahre alt.

### Finanzierung
Zu den Hauptfinanzierern der Tea-Party-Bewegung werden die beiden Milliardäre David H. Koch († 2019) und sein vier Jahre älterer Bruder Charles gerechnet. Ihnen gehören 84 Prozent von Koch Industries, dem zweitgrößten Privatunternehmen der USA. Es betreibt Öl-Raffinerien, Kohleversorger, Chemieanlagen und Holzunternehmen, und hat im Jahr einen Umsatz von etwa 100 Milliarden Dollar. Die Süddeutsche Zeitung schrieb 2010: „Die Kochs wollen den totalen Kapitalismus, und sie sind bereit zu kämpfen – gegen ein staatliches Gesundheitssystem, gegen den Klimaschutz und alles andere, das sie für Auswüchse des Sozialismus halten.“

## Positionen

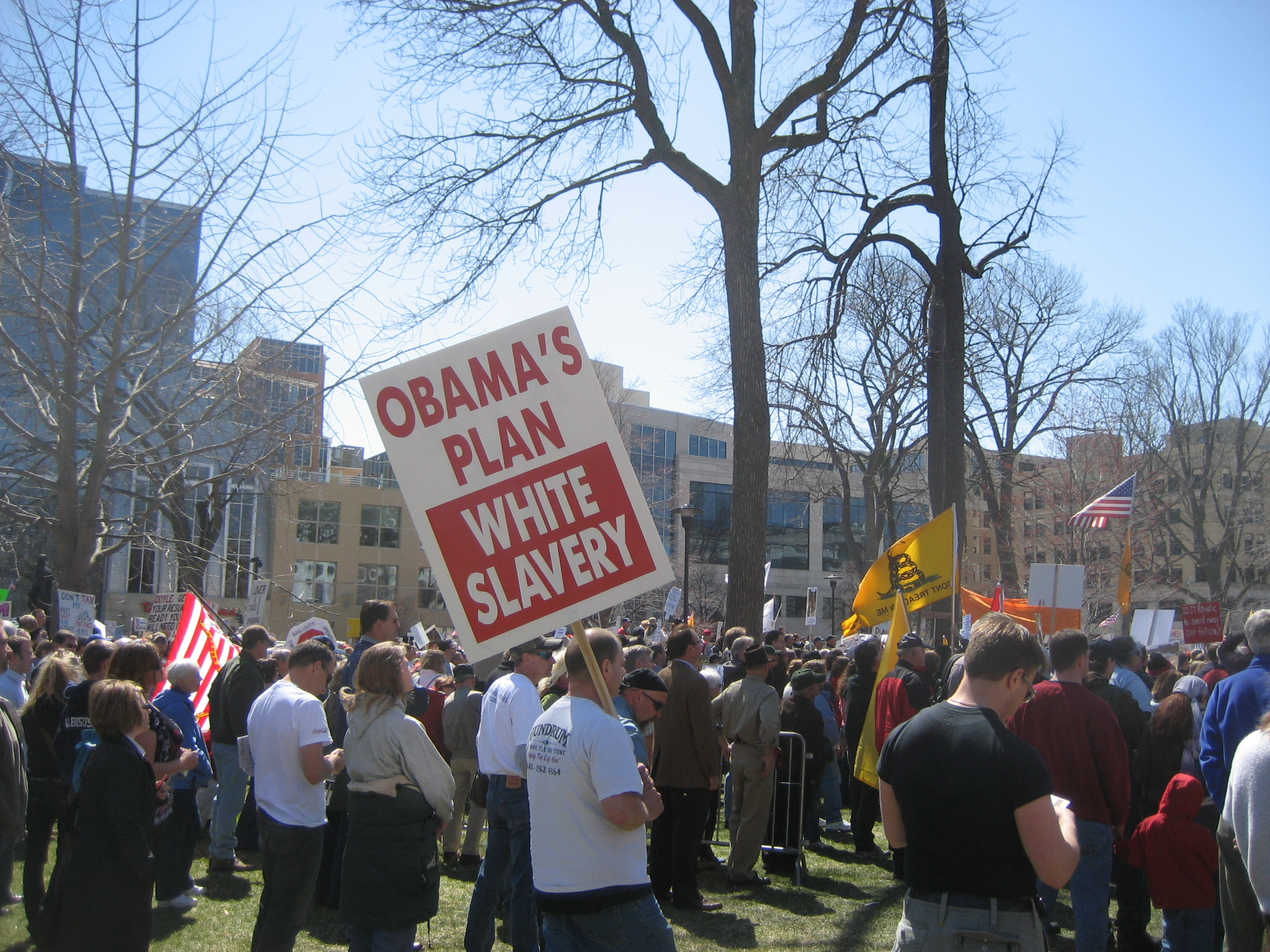
Tea-Party-Demonstration in Madison

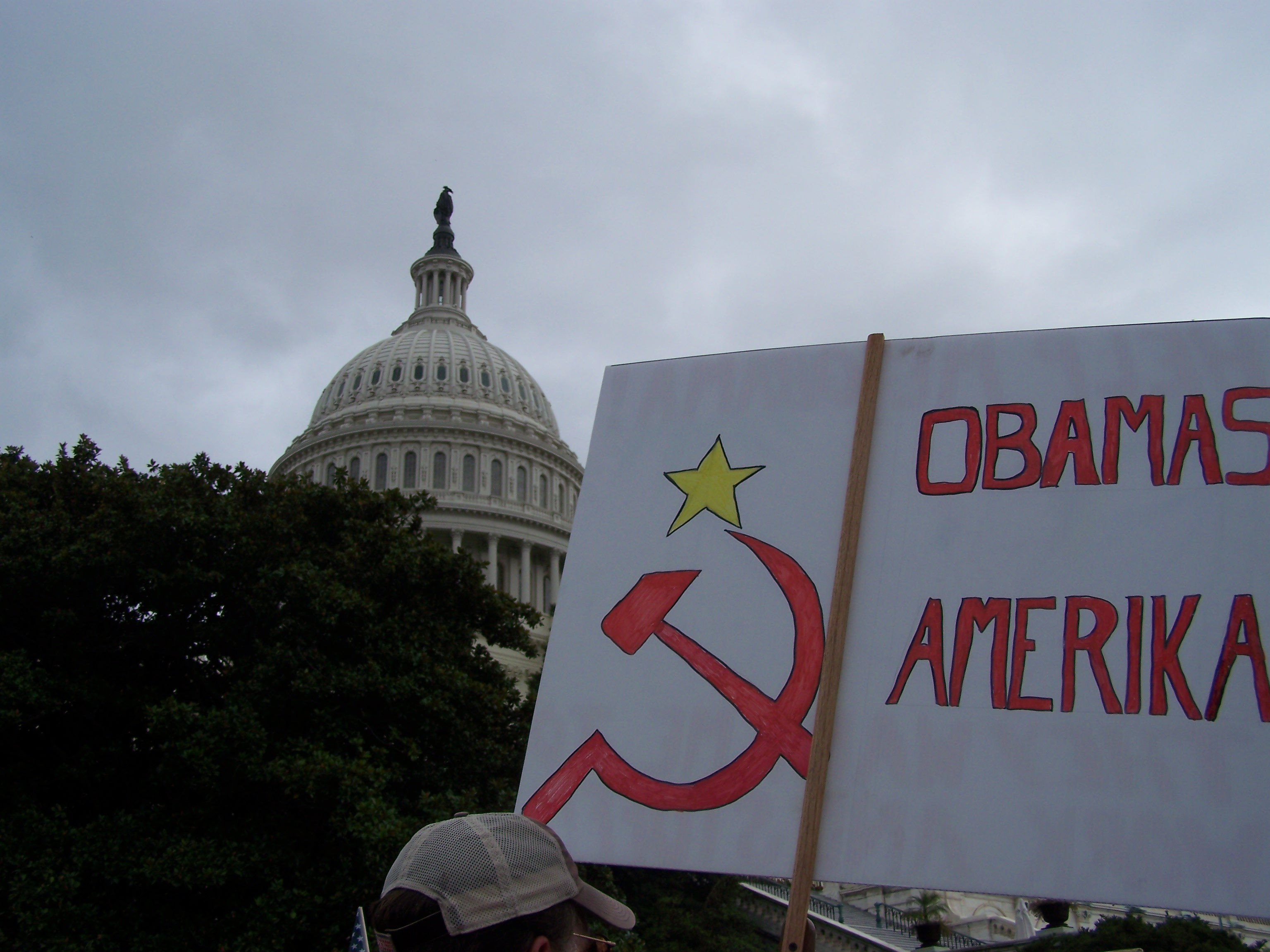
Plakat bei einer Tea-Party-Demonstration

Die Bewegung wird mit dem Einflussverlust der Neokonservativen und der religiösen Rechten in der Republikanischen Partei in Zusammenhang gebracht. Hierdurch würde die libertäre Richtung, für die etwa Ron Paul steht, wieder in den Vordergrund treten, nachdem seit Eisenhowers Präsidentschaft diese Richtung in den Hintergrund getreten war. Die Bewegung rekrutiert sich neben Libertären auch aus dem Lager von Anhängern der Politik Ronald Reagans und der Tradition Barry Goldwaters. Historisch sieht Walter Russell Mead die Wurzeln der aktuellen Tea-Party-Bewegung in der populistischen Anti-Establishment-Bewegung des frühen 19. Jahrhunderts, deren Impuls Andrew Jackson für seine erfolgreichen Präsidentschaftswahlen 1828 und 1832 nutzte, weshalb auch von Jacksonianism gesprochen wird. Abby Scher und Chip Berlet beschreiben die Tea-Party-Bewegung als „right-wing populism“ (Rechtspopulismus) in der Tradition des „producerism“, einer Ideologie, die eine sogenannte „produzierende Klasse“ gegenüber „unproduktiven“ Eliten und „faulen“ Unterschichten abgrenzt. Ein häufig anzutreffendes Ideologem der Tea-Party-Bewegung ist der Verdacht, die USA würden nicht von ihrer offiziellen Regierung, sondern von einer verborgenen Gruppe geheimer Machthaber kontrolliert, dem so genannten deep state.
In der US-amerikanischen Öffentlichkeit dominieren die wirtschaftspolitischen Forderungen der Tea Party. Sie vertritt hier einen so genannten Limited-Government-Konservativismus. Die Bewegung setzt sich für Steuersenkungen und die Reduzierung des Staatsdefizits ein. Zusätzlich wurde ein zehn Punkte umfassender Katalog an politischen Positionen erarbeitet, von denen Politiker acht erfüllen sollen, um von der Bewegung unterstützt zu werden. Dieser Contract from America umfasst das Einstehen für die Prüfung der Verfassungsmäßigkeit eines jeden neuen Gesetzes, Steuersenkungen und Steuervereinfachungen, die Reduzierung des Defizites, die Aufhebung der Gesundheitsreform und eine Verringerung der Macht der Bundesregierung.
Obwohl die Tea Party auch von Anhängern der religiösen Rechten und der Neokonservativen unterstützt wird, thematisiert sie gesellschaftspolitische Themen („social issues“) wie Abtreibung, Religion oder gleichgeschlechtliche Ehe in der Regel nicht, da über diese Themen unter ihren Anhängern keine Einigkeit besteht. Dasselbe gilt für die Außenpolitik, da in der Tea Party sowohl isolationistische als auch neokonservative Strömungen vertreten sind. Einer Umfrage vom Oktober 2010 zufolge glauben 53 % der Tea-Party-Anhänger, dass der Klimawandel in der Zukunft keine ernsthaften Auswirkungen haben werde. In der Gesamtbevölkerung vertreten 22 % dieselbe Ansicht. Tea-Party-Aktivisten beteiligten sich an Aktionen, die sich gegen Klimaschutzgesetze richteten.
Die Tea Party richtet sich zwar wesentlich gegen die demokratische Regierung unter Barack Obama, lehnt aber auch die Politik seines republikanischen Vorgängers George W. Bush ab. Die Bewegung wird nicht als Ausdruck der gesamten amerikanischen Gesellschaft, sondern vor allem als Ausdruck von Bewegungen innerhalb der Republikanischen Partei gesehen; hierbei wendet sich der konservativere Teil der Republikaner gegen gemäßigtere Vertreter des Establishments der Partei.
Verbindungen zwischen der Tea Party und Vertretern der States Rights-Bewegung führen zu Vergleichen mit den Positionen der Konföderierten Staaten von Amerika während der Sezession in den 1860er Jahren. Direkte Zusammenhänge bestünden im vehementen Kampf gegen die Bundesregierung und in der Verteidigung realer oder vermeintlicher Rechte. Die Vertreter seien jedoch nicht auf die geografischen Südstaaten des Dixielands beschränkt.
Repräsentanten der Bewegung weisen eine rassistische Positionierung zurück, dagegen kommt eine empirische Untersuchung zu dem Ergebnis, die Anhänger der Bewegung seien diesbezüglich keineswegs neutral.
Als eine Symbolfigur der Bewegung wurde zeitweilig Sarah Palin angesehen. Der für Fox News arbeitende Fernsehmoderator Glenn Beck galt als Gesicht und Stimme der Tea-Party-Bewegung.
Aus der Tea-Party-Bewegung und ihrer Anhängerschaft heraus wurde Obama häufig rassistisch konnotiert angegriffen. So wurde er auf einem Parteikonvent im März 2011 von der Radiomoderatorin und Aktivistin Laurie Roth als ein heimlicher Muslim und Kommunist bezeichnet, der sich nur als Amerikaner ausgebe. Die Verschwörungstheorie, Obama sei kein Natural born citizen, wurde auf diesem Parteitag ausführlich thematisiert und zu persönlichen Attacken auf den Präsidenten genutzt. Eine Stichprobenuntersuchung von Christopher S. Parker und Matt A. Barreto unter Anhängern der Tea-Party-Bewegung ergab, dass viele von ihnen Obama für einen Sozialisten halten und über 90 % ihn negativ beurteilen.

## Wirkung
Als erster politischer Erfolg der Bewegung gilt die Wahl des Republikaners Scott Brown zum US-Senator als Nachfolger des verstorbenen Edward Kennedy im sonst eher liberalen Massachusetts am 19. Januar 2010. Allerdings hat sich Brown nach seinem Amtsantritt als moderater und zur Zusammenarbeit mit den Demokraten bereiter Republikaner profiliert, weshalb die Tea-Party-Aktivisten erwogen hatten, im Vorfeld der Senatswahlen 2012 einen eigenen innerparteilichen Gegenkandidaten aufzustellen. Im Rahmen dieser Wahl wurde Brown zwar Kandidat seiner Partei, konnte sich jedoch nicht gegen die Demokratin Elizabeth Warren behaupten, die Brown Anfang 2013 ablöste.
Während der Gouverneurs- und Senatswahlen 2010 konnten Kandidaten, die von der Tea Party unterstützt wurden, sich in den Vorwahlen der Republikanischen Partei vielfach durchsetzen. Im Laufe des Wahlkampfes für den US-Senat 2010 trat der Gouverneur von Florida, Charlie Crist, aus der Republikanischen Partei aus, da Umfragen ergaben, dass er dem Kandidaten der Tea-Party-Bewegung, Marco Rubio, in den parteiinternen Vorwahlen unterlegen wäre. Er entschloss sich, als unabhängiger Kandidat anzutreten, unterlag Rubio aber. In Kentucky setzte sich in den republikanischen Vorwahlen mit Rand Paul, dem Sohn Ron Pauls, ein Vertreter der Tea-Party-Bewegung deutlich durch. Sein Vorsprung gegen den von der Parteiführung bevorzugten Trey Grayson betrug 24 Prozentpunkte. Danach konnte er auch die eigentliche Wahl gewinnen. In Utah unterlag der Vertreter des republikanischen Establishments, Senator Bob Bennett, in einer parteiinternen Abstimmung den Gegenkandidaten der Tea Party. Neuer Senator wurde Mike Lee.
Die Erfolge in den Vorwahlen werden als Zeichen gesehen, dass die Tea-Party-Bewegung entgegen der Annahmen von republikanischen Strategen nicht einfach als Wahlkampftruppe eingesetzt werden könne, sondern dass die Tea-Party erheblichen Einfluss auf die Personalentscheidungen der Republikaner nimmt. Im Bundesstaat Maine gelang es der Tea-Party-Bewegung, das Parteiprogramm der Republikaner zu ändern. Dieses sieht nun ein Bekenntnis zur vollkommen freien Marktwirtschaft vor, fordert die Abschaffung der amerikanischen Notenbank und des US-Bildungsministeriums und lehnt Auflagen bei Ölbohrungen, die Gesundheitsreformen von Präsident Obama und die UNO-Konvention über die Rechte von Kindern ab. Die Erfolge innerhalb der Republikanischen Partei werden zum Teil aber auch als Gefahr für die Partei gesehen, da radikalere Vertreter bei den Wahlen schließlich unterliegen könnten.
Die Wahlen des Jahres 2010 führten zu einem deutlichen Sieg der Republikaner. Insbesondere die Wahlen zum Repräsentantenhaus waren erfolgreich, so dass im Repräsentantenhaus des 112. Kongresses eine republikanische Mehrheit bestand, während im Senat die Demokraten eine knappe Mehrheit halten konnten.
Zwar wird der Erfolg der Republikaner auf die Mobilisierung durch die Tea Party zurückgeführt, zugleich aber auch das Verfehlen der Senatsmehrheit durch die Aufstellung extremer Kandidaten wie zum Beispiel Christine O’Donnell, Ken Buck oder Sharron Angle. Ron Paul schloss sich nach den Wahlen nicht der Tea-Party-Gruppe im Repräsentantenhaus an, da er der Ansicht ist, dass die Tea Party eine Graswurzelbewegung bleiben sollte und nicht als politische Partei betrachtet werden dürfe. Sein Sohn Rand beteiligte sich im Gegensatz zu seinem Vater an der Bildung eines Tea Party Caucus im Senat.

### Haushaltskrise in den Vereinigten Staaten 2011
In der Haushaltskrise 2011 vertraten Repräsentanten der Tea Party die Position, dass das Problem des Haushaltsdefizits und der Staatsverschuldung nur durch Sparen gelöst werden könne. Steuererhöhungen und eine Erhöhung der Verschuldungsobergrenze wurden abgelehnt. Die Vertreter der Tea Party opponierten dabei gegen die Kompromissvorschläge gemäßigterer Republikaner wie etwa John Boehner. Die Volksrepublik China als Hauptgläubiger warf den USA vor, sich von verantwortungslosen Politikern als Geisel nehmen zu lassen. Washington solle besser ein globales Verantwortungsbewusstsein zeigen. Viele Kommentatoren sind der Ansicht, dass die Ursache für das Verhalten der Mitglieder der Tea-Party-Opposition deren Angst vor dem Verlieren der nächsten Wahl gewesen sei. Sie befürchteten, im Falle einer Einigung auf einen Kompromiss als Umfaller zu gelten.

### Überprüfung durch die IRS (2013)
Aufgrund der Citizens United v. Federal Election Commission Entscheidung des Obersten Gerichtshofs der Vereinigten Staaten und anlässlich der im Jahr 2012 bevorstehenden US-Wahlen kam es zu einer Verdopplung der Anträge auf Steuerfreiheit gemäß Sektion 501(c)(4) des Internal Revenue Code. Demokraten im Repräsentantenhaus und Senat vermuteten Steuerumgehungen und forderten die IRS auf, im Rahmen ihrer Befugnisse möglichen Steuermissbrauch zu verhindern. Den diversen Organisationen der Tea-Party-Bewegung wurden im Ergebnis keine Steuervorteile aberkannt. Der Steuerfreiheitsantrag wurde in dem Zeitraum zwischen 2010 und 2012 aber nur vier Organisationen bewilligt, der Rest bekam keine Antwort und wurde hingehalten. Nach Angaben der Associated Press und The New York Times im Mai 2013 wurden konservative Organisationen, darunter Tea-Party Organisationen, durch unzulässige allgemeine Auswahlkriterien zur Steuerprüfung diskriminiert und dadurch relativ häufiger geprüft als andere Organisationen die Steuerfreiheit gemäß Sektion 501(c)(4) des Internal Revenue Code beantragt hatten. Die IRS entschuldigte sich daraufhin.

### Einfluss auf den Haushaltsstreit 2013
Bei der Debatte um den Government Shutdown 2013 stellen die vierzig der Tea-Party zugerechneten Abgeordneten im Repräsentantenhaus nur einen Teil der in sich zerstrittenen Fraktion der Republikaner. Die Abgeordneten der Tea-Party stehen unter Druck, keinen Kompromissen zuzustimmen, da sie befürchten müssen, in ihren Wahlkreisen durch linientreuere Kandidaten abgelöst zu werden. Obwohl es sich nur um einen Teil der republikanischen Abgeordneten handelt, waren diese in der Lage, auf den Sprecher der Republikaner im Repräsentantenhaus John Boehner erheblichen Druck auszuüben.

### Vorwahlkampf für die US-Präsidentschaftswahlen 2016
Im Verlauf für die US-Präsidentschaftswahlen 2016 führte die Tea Party Patriots Citizens Fund eine über drei Runden dauernde Befragung ihrer Aktivisten durch. Am 31. Januar 2016 verkündete die Sprecherin Jenny Beth Martin, dass ihre Organisation den texanischen Senator Ted Cruz als Präsidenten der USA empfiehlt (“We seek a candidate who shares our values: personal freedom, economic freedom, and a debt-free future. … On behalf of Tea Party Patriots Citizens Fund and our supporters, I am proud to announce our endorsement for President of the United States: Senator Ted Cruz!”)

## Wissenschaftliche Einordnung
Thomas Greven schrieb 2011,
die Tea-Party-Bewegung (TPB) sei eine „authentische“ Grassroots-Bewegung, die von Mobilisierungsversuchen konservativer Interessengruppen und Medien profitiere. Es gebe zwar keine konsistente Ideologie, aber ein starkes paranoides Element, etwa den Ruf „Wir wollen unser Land zurück“, der auf eine Unterscheidung zwischen „richtigen und falschen“ Amerikanern schließen lasse. Befeuert durch den demographischen Trend, dass die Weißen bald zu einer Minderheit werden, instrumentalisiere die TPB die „weiße Angst“. Die von der TPB unterstützte Republikanische Partei drohe dabei vollständig zu einer Partei der Weißen zu werden.